# Aulonocnemis vadoni
Aulonocnemis vadoni är en skalbaggsart som beskrevs av Yves Cambefort 1987. Aulonocnemis vadoni ingår i släktet Aulonocnemis och familjen Aulonocnemidae. Inga underarter finns listade.